# Salom (Nirgua)
Pour les articles homonymes, voir Salom.
Salom est l'une des trois divisions territoriales et statistiques dont l'une des deux paroisses civiles de la municipalité de Nirgua dans l'État d'Yaracuy au Venezuela. Sa capitale est Salom.

## Géographie

### Démographie
Hormis sa capitale Salom, la paroisse civile possède plusieurs localités :
- Corumbo
- La Araguata
- La Laguna
  - El Vapor
  - Pueblo Viejo
- La Nasa
- Las Margaritas
- Las Palmas
- Las Parchas
- Los Potreros
- Purupuro
- Quiriquire
- Salom
- Talla
  - Talla Abajo
  - Talla Arriba (Los Manires)